# Helen Kleinbort Krauze
Helen Kleinbort Krauze (Białystok, 1 de agosto de 1925-Ciudad de México, 12 de noviembre de 2024) fue una multigalardonada periodista mexicana, de origen judío y polaca que trabajó por más de cinco décadas como entrevistadora, escritora de hechos y viajes, y columnista primero en Novedades, y luego con El Heraldo de México y más recientemente en las revistas Sol de México y Protocolo.

## Biografía
Helen Krauze llegó a Veracruz, Veracruz, México, cuando era una niña pequeña con sus padres judíos inmigrantes, José Kleinbort y su esposa Eugenia Firman, vía Santander para refugiarse de la  invasión de Polonia de 1939, del holocausto, y las concomitantes  persecuciones de guerra de judíos de muchos lugares. Asistió a la Academia Maddox, una escuela bilingüe castellano-inglés, y más tarde obtuvo una licenciatura en literatura inglesa, por la Universidad de Cambridge. En la actualidad vive en México D.F. Es madre de una hija y dos hijos, incluyendo a Enrique Krauze, un historiador y escritor mexicano.

## Carrera
Antes de que fuese periodista, Krauze escribió boletines en los años 1950.
En 1959, Helen Krauze comenzó su carrera periodística, cuando fue contratada por Daniel Dueñas en el periódico Novedades para realizar entrevistas. Así se hizo conocida por sus excelentes entrevistas en esa publicación, y más tarde en el El Heraldo de México y en El Sol de México. Publicó alrededor de 900 entrevistas durante su carrera, incluyendo entrevistas con Carlos Monsiváis, Sarita Montiel, Josephine Baker, Manolo Fabregas, Hugo Argüelles (Los Cuervos están de luto), Elena Poniatowska, Emilio Portes Gil, Teddy Stauffer, Pedro Friedeberg. Hasta 1989, siguió como cronista en Novedades  cuando fue contratada por El Heraldo de México (conocido más adelante como el Diario Monitor), dándose a conocer después por su columna La Semana con Helen Krauze. También contribuyó con Protocolo, Kena, Actual, Claudia, Siempre.
Con el fin de mantener a su familia, complementó sus ingresos mediante el trabajo de vestuarista para algunas películas de Tulio Demicheli, como Novia, esposa y amante (1981), y presentadora de televisión para La hora de los locutores.

## Agremiaciones
El 4 de octubre de 1967, se convirtió en parte del grupo de periodistas de Veinte Mujeres y un Hombre. Este grupo, fundado por Hylda Pino de Sandoval, alentaba a las mujeres a recibir educación y a trabajar en la profesión periodística.

## Obra

### Libros
- Viajera que Vas. Ed. Diana. 276 pp. ISBN 9681330854, ISBN 9789681330859 (1998)

- Pláticas en el tiempo. Ed. Jus. 388 pp. ISBN 6074121036, ISBN 9786074121032 (2011).[3][14]

### Filmografía
- 1982: Los ojos de un niño (supervisora de vestuario)[15]

## Honores

### Membresías
- miembro y vicepresidenta de la Asociación Mundial de Mujeres Periodistas y Escritoras ("World Association of Women Journalists and Writers").[11]
- miembro de la Asociación Mexicana de Prensa Turística (Ampretur), fundada en 1975, por Agustín Salmón Esparza.[11]

### Galardones
En una carrera que abarca cincuenta años, Krauze ha obtenido varios prestigiosos premios por sus contribuciones al periodismo mexicano.
- 1967, Premio de los Voceadores de México
- 1989, Medalla Magdalena Mondragón (25º año de periodismo)
- 2009, Premio Club Primera Plana (50.º año de periodismo)
- 2009 Premio por la excelencia en periodismo de turismo: el más importante premio concedido por Ampretur, la Asociación Mexicana de Prensa Turística[17]
- 2012 Medalla Doña Cuca Massieu presentada por la Asociación de Mujeres de Prensa, de Guerrero (AMPG)[6]